# L'ultimo unicorno (film)
L'ultimo unicorno (The Last Unicorn) è un film d'animazione del 1982 diretto da Jules Bass e Arthur Rankin Jr..
Prodotto dalla casa di produzione statunitense Rankin/Bass e realizzato dallo studio d'animazione giapponese Topcraft per la compagnia televisiva britannica ITC Entertainment, il film è ispirato all'omonimo romanzo di Peter S. Beagle, il quale è anche l'autore della sceneggiatura. La trama ruota attorno ad un unicorno, che dopo aver appreso d'essere l'ultimo della sua specie, inizia un viaggio per il mondo alla ricerca di altri suoi simili.
Il film è doppiato da voci celebri quali Mia Farrow, Alan Arkin, Tammy Grimes, Angela Lansbury, Jeff Bridges e Christopher Lee. La colonna sonora e i brani sono stati composti e arrangiati da Jimmy Webb, ed eseguite dal gruppo America, con ulteriori voci aggiunte da Lucy Mitchell.
Beagle è attualmente in conflitto con la Granada International, successore della ITC Entertainment, circa gli oneri contrattuali prepattuiti riguardanti le percentuali sugli incassi cinematografici, del mercato casalingo, grande distribuzione e prodotti derivati.

## Trama
In una foresta incantata, un unicorno viene a sapere di essere l'ultima della sua specie da due cacciatori che a inizio film la pregano di non uscire dal suo mondo. Tuttavia, quando l'unicorno apprende dal dialogo con una farfalla che un'entità malvagia chiamata il Toro Rosso ha radunato tutti gli altri unicorni ai confini della terra, decide di partire per poterli salvare.
L'unicorno, così, si avventura nel mondo esterno, dove verrà catturata dalla strega Mommy Fortuna che la mostrerà durante le fiere che tiene. Qui fa conoscenza col mago Schmendrick, che non sa controllare nemmeno quella poca energia che possiede. Inoltre scopre che tra le altre creature che Fortuna detiene, e che fa passare per "magiche", non sono che vecchi animali con su di sé un incantesimo di illusione, c'è anche un'arpia, Celaeno, una creatura immortale che la strega è riuscita ad assoggettare al suo potere.
Grazie all'aiuto del mago, l'unicorno riesce a fuggire, liberando con sé anche l'arpia che finisce con l'uccidere Fortuna ed i suoi seguaci. Quindi i due compagni di viaggio s'imbattono nella banda del Capitano Cully, ed al loro gruppo si unisce anche Molly Grue, la moglie di quest'ultimo.
I tre, dopo molto peregrinare, giungono così ad un castello sulla riva di un mare: il castello di re Haggard, che si dice custodisca il Toro Rosso, e subito l'unicorno viene assalito dalla bestia infernale, un enorme toro rosso rivestito di fiamme. L'animale bianco scappa, in preda alla paura, ma il toro la insegue comunque. E proprio un attimo prima di venire catturata, ecco che la magia incontrollata da Schmendrick trasforma l'unicorno in una persona umana. Il toro rosso, non interessato affatto ad esseri umani, se ne va.
Schmendrick, Molly Grue, l'unicorno(ora sotto spoglie umane) si avviano verso il castello del re Haggard, dove però vengono accolti in maniera non troppo calorosa. Schmendrick presenta l'unicorno come la sua nipote, Lady Amalthea, e chiede che il trio rimanga a lavorare a corte. Tuttavia il re replica che tutto il personale è stato mandato via, e che al castello sono rimasti solo lui e suo figlio adottivo il Principe Lìr. Haggard, comunque, acconsente ad ospitare i tre, rimpiazzando il suo vecchio mago di corte con Schmendrick e mettendo Molly a lavorare nelle cucine.
Passato un po' di tempo, Amalthea comincia a dimenticarsi chi sia e perché si trovi in quel castello, divenendo preda di nuove emozioni e innamorandosi in contemporanea del Principe Lìr, tanto che arriva al punto di abbandonare la sua ricerca per seguire quello che è un amore mortale.
Haggard poi cerca un discorso diretto con Amalthea, alludendo a dove si trovino gli unicorni, eppure dalla magia flebile contenuta negli occhi di lei, lui ha dei dubbi riguardo al sospetto che Amalthea non sia ciò che sembra.
Dopo aver risolto un indovinello, Schemndrick, Molly, il Principe Lìr e Lady Amalthea passano attraverso un orologio rotto, nei sotterranei del castello, ed il mago rivela al principe la vera identità di Amalthea. Lìr, tuttavia, non ne rimane stupito, rispondendo che lui ama chi ama. Questo spinge Amalthea a voler restare umana e sposare così il principe, ma Lìr, pensa tutt'altro.
All'improvviso, però, il Toro Rosso ricompare, non più ingannato dal travestimento di Amalthea, e la insegue. Volendola aiutare a fuggire, Schmendrick riesce a far tornare Amalthea unicorno, ma lei si rifiuta di abbandonare Lìr. Il Toro Rosso comincia così a spingerla verso l'oceano, dove aveva già guidato precedentemente tutti gli altri unicorni, ma lei riesce a fuggire, venendo subito inseguita. Lìr nel tentativo di salvarla si frappone fra lei e il Toro Rosso, ma il toro non si ferma e Lìr viene ucciso. Provata dalla rabbia, l'unicorno si rivolta contro il toro, e lo spinge verso il mare. A quel punto, portati dalle onde dell'oceano, ecco che gli unicorni imprigionati escono in massa dall'acqua, causando il collasso del castello di re Haggard, che muore cadendo dalle rovine.
Ora che il Toro Rosso è stato sconfitto, l'unicorno decide di tornare a casa, ma prima, magicamente, fa tornare in vita il Principe Lìr, ora divenuto re. Schmendrick assicura al re che ha guadagnato molto con l'amore di un unicorno, anche se adesso è solo. L'unicorno quindi torna brevemente indietro per salutare i suoi compagni, ed il mago si rimprovera di averle fatto conoscere sentimenti umani e mortali, ma l'unicorno lo ringrazia dicendo che l'ha aiutata a far tornare gli unicorni a popolare la terra. Ed anche se lei è l'unico unicorno che proverà il rimpianto, è anche l'unico che ha conosciuto l'amore.

### Personaggi
- Mia Farrow è l'Unicorno/Lady Amalthea, "l'ultimo unicorno" che dà il titolo al film e, nella ricerca di altri suoi simili, si trasforma in una donna conoscendo forti sentimenti come il rimpianto e l'amore.
- Alan Arkin è Schmendrick, un mago che accompagna l'unicorno durante il viaggio. Beagle criticò il modo in cui Arkin aveva dato vita al personaggio, a suo dire "troppo piatto".[1]
- Jeff Bridges è Principe Lír, figlio adottivo di Re Haggard, che si innamora di Lady Amalthea.
- Tammy Grimes è Molly Grue, l'amore del Capitano Cully, che si unisce a Schmendrick e l'unicorno. Pur spiegando come non ci fosse una particolare ragione per la quale non arricchì lo sfondo del personaggio, Beagle si congratulò con la Grimes per aver dato uno smalto diverso e reso più vivace Molly.[1]
- Robert Klein è la Farfalla, la creatura che aiuta l'unicorno a cercare altri suoi simili.
- Angela Lansbury è Mamma Fortuna, una strega che utilizza i suoi poteri di magia illusoria per creare il Midnight Carnival, nel quale animali normali appaiono sotto le sembianze di creature mitiche. Più tardi, L'Arpia Celaeno, una delle due "vere" creature mitiche, uccide sia lei che il suo scagnozzo, Ruhk.
- Christopher Lee è Re Haggard, il sovrano triste di un regno, mai stato felice se non nei momenti in cui ha visto degli unicorni. Beagle lodò Lee dicendo di lui "... è l'ultimo dei grandi attori del XIX secolo, e senza dubbio uno degli artisti più colti, se non il più colto, che io abbia mai incontrato".[2] Non appena Lee ottenne l'incarico, raggiunse il posto di lavoro con una copia del libro di Beagle, dicendo che nessun dettaglio avrebbe dovuto essere tralasciato.[3] Lee, forte del suo fluente tedesco parlato, doppiò anche Re Haggard per la versione tedesca.
- Keenan Wynn è l'Arpia Celaeno, un'arpia reale che viene catturata da Mamma Fortuna, e liberata poi dall'unicorno. In seguito si vendicherà del fatto, uccidendo sia lei che Ruhk, e aiutando l'unicorno a gli altri animali. Doppia inoltre capitan Cully, il leader di un gruppo di banditi.
- Paul Frees è Mabruk, il mago di corte di Re Haggard, che sarà poi sostituito da Schmendrick.
- René Auberjonois è lo Scheletro che sorveglia l'orologio all'entrata della tana del Toro Rosso. Secondo Beagle, "avrebbe potuto interpretare qualsiasi altro ruolo nel film, e io ne sarei stato felice, perché ha talento".[2]
- Brother Theodore è Ruhk, un gobbo che lavora per Mamma Fortuna. Verrà poi ucciso, insieme a lei, da Celaeno.
- Don Messick è il Gatto che spiega a Molly Grue alcuni indizi, per capire la presenza del Toro Rosso dentro la caverna.
- Nellie Bellflower è l'Albero parlante che si innamora di Schmendrick, dopo avergli gettato per sbaglio un incantesimo.
- Edward Peck è Jack Jingly.

## Produzione
Peter S. Beagle spiegò che come ci fosse molto interesse nel realizzare un film basato sul suo libro "al più presto". Diversi produttori avvicinarono l'autore intenzionati ad adattare la sua opera per il grande schermo, come Lee Mendelson e Bill Melendez, ma Beagle fu spronato dall'accettare le loro proposte da un suo socio, il quale gli consigliò di guardare altrove poiché le loro offerte non sarebbero state "abbastanza buone". Anche l'ex animatore Les Goldman della 20th Century Fox mostrò un certo grado di interessamento.
All'epoca, Beagle credeva che l'animazione fosse l'unico modo possibile per trasporre il romanzo, non pensando nemmeno lontanamente a un film con azione dal vivo. La Rankin/Bass fu l'ultimo studio ad approcciarsi al film, e Beagle rimase "inorridito" quando seppe che aveva strinto un accordo con Michael Chase Walker, incaricato produttore associato. Beagle elogiò quanto fatto dagli artisti giapponesi sull'immagine e lo sviluppo di ambienti e personaggi con l'animazione, e anche il "lavoro superbo" dei doppiatori sui personaggi.
La Rankin/Bass si incaricò di provvedere ai dialoghi e alla sceneggiatura, mentre l'animazione fu curata dallo studio Topcraft. La compagnia fu più tardi incaricata da Hayao Miyazaki di lavorare a Nausicaä della Valle del vento, e alcuni suoi membri confluirono a formare lo Studio Ghibli. In accordo con Beagle, il finale del film stava per essere "incredibilmente vicino" a quello scritto su sceneggiatura, ma una delle scene di chiusura con la principessa fu infine tagliata.

## Colonna sonora
Le musiche del film furono composte e arrangiate da Jimmy Webb, con brani eseguiti dal gruppo America. La traccia iniziale agisce mentre le scene provenienti da Unicorn Tapestries formano lo sfondo musicale per i crediti d'apertura, e sono stati reinterpretate da Kenny Loggins nel suo album Return to Pooh Corner.
La colonna sonora include anche la partitura musicale di canzoni distribuite in Germania dalla Virgin Records nel 1982, ma rimaste inedite negli Stati Uniti. L'edizione tedesca della colonna sonora include, non la voce di Mia Farrow, ma quella di Katie Irving. Queste differenze di vocalità sono apparse in ambedue le edizioni cinematografiche e casalinghe del film.

## Distribuzione
Il film è uscito negli Stati Uniti il 19 novembre 1982 su distribuzione Jensen Farley Pictures. In Italia è stato distribuito direttamente in videocassetta nel 1990 da Panarecord.

## Accoglienza

### Critica
Janet Maslin per il New York Times definisce l'opera come un "inusuale film per bambini" dove «nessuno, di qualunque età esso sia, rimarrà immune ai sentimenti provocati dai momenti finali del film, che in realtà sono inaspettatamente toccanti e memorabili». Beagle stesso definì il film "magnifico" comparandolo al film animato del 1978 su Il Signore degli Anelli, di cui scrisse la sceneggiatura. Su Rotten Tomatoes il film si mantiene sulla soglia del 70% di valutazione positiva.
Un critico di Variety elogiò la sceneggiatura e il doppiaggio dei personaggi da parte della Farrow, Arken, Lee e Frees, cavalcando sull'animazione del film a suo dire poco impressionante: «L'unicorno può tuttavia apparire insulso agli occhi. Ma la voce di Mia Farrow risalta la qualità del personaggio in modo quasi lamentoso».

### Incassi
L'ultimo unicorno è stato distribuito negli Stati Uniti in 648 sale cinematografiche; accumulando 2,250 milioni di dollari nel fine settimana d'apertura, per un incasso totale di 6'455'330 $ a fine corsa.

## Edizioni home video

### DVD
L'ultimo unicorno è stato messo su DVD per la prima volta nell'aprile 2004, distribuito da Lionsgate, criticato per la scarsa qualità delle immagini e dell'audio. Stimolata dai cattivi commenti sull'operato, la Lionsgate realizzò una nuova edizione per il 25esimo anniversario dell'uscita del film, pubblicandola sul commercio casalingo nordamericano il 6 febbraio 2007. Migliorata nel contenuto, relativamente alla qualità video e audio, sotto formato 16:9 widescreen, essendo passata sotto mano di tecnici PAL, l'audio è più veloce di 4 punti percentuali dell'originale, risultando diverso da un sonoro normale. Tra i contenuti speciali vi sono l'intervista con gli autori, un set-top game, galleria d'immagini e l'originale trailer cinematografico.
Conlan Press si offrì come distributore della nuova edizione DVD. A causa di alcune dispute contrattuali, Beagle non fruì di alcun provento proveniente dalle vendite del DVD. Tuttavia, in virtù dell'accordo speciale che Conlan Press stipulò con Lionsgate Entertainment, oltre la metà dell'incasso totale delle vendite spetta a Beagle. Oltre la versione normale del DVD, Conlan Press offre l'opzione di acquistare individualmente in modo personalizzate copie autografate.
Al febbraio 2009, oltre 800 000 copie in DVD del film sono state vendute.

## Controversie legali
Nel settembre 2003, Carlton Communications (ora Granada International dopo la fusione con Granada Television), successore di ITC Entertainment nei termini di controllo e proprietà di lungometraggi animati, annunciò d'aver incassato oltre un milione di sterline dai proventi delle vendite dei DVD e dai diritti per la televisione di L'ultimo unicorno. Peter S. Beagle, tuttavia, non ricevette alcuna liquidità come pattuito dagli obblighi contrattuali, che comprendeva il 5% degli utili netti provenienti da tutte le entrate del film animato, 5% dei ricavi lordi di tutti i relativi prodotti derivati, 20 000 $ per eventuali sequel o remake, e altre quote per possibili spinoff o adattamenti televisivi. Quando le trattative con Granada per ottenere il compenso pretattuito fallirono, fu lanciata una campagna pubblica di supporto per Beagle da Conlan Press nell'agosto 2005; ottenendo in stile petizione oltre un migliaio di firme provenienti da 51 nazioni per aiutare l'autore a ricevere il reale guadagno dal film. Nell'ottobre 2008 fu comunicato che una possibile soluzione era al vaglio, ma non sarebbe stato facile arrivare a un punto d'accordo.